# 黑醋

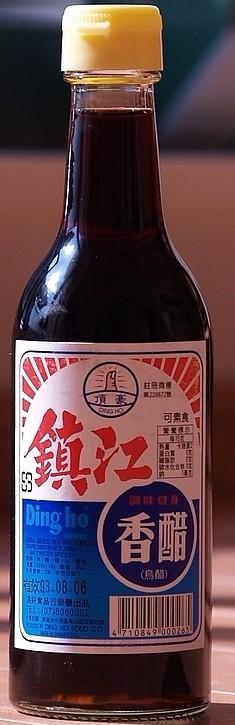
一瓶鎮江香醋

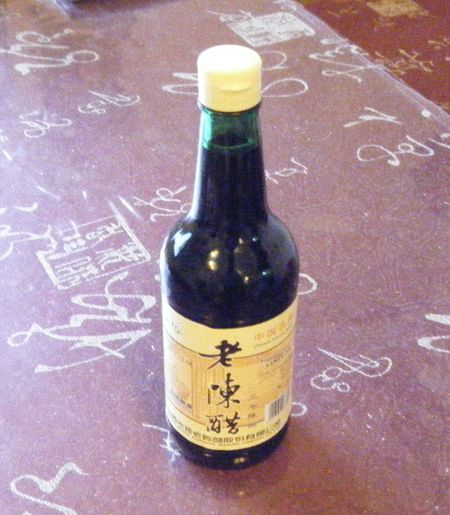
山西老陳醋及其包裝

黑醋，又稱為烏醋，是一種源自於中華地區的黑色酸味調味汁，亚洲其它地區的各種黑色釀造醋也能以黑醋稱呼之，此種調味汁能大量運用於各式中國菜中。

## 名稱
黑醋為全世界對此種調味汁的統稱，烏醋則只可指代用中國式的方法釀造的黑醋，除了表示顏色的黑醋和烏醋以外，也有香醋、陳醋、老醋、醬油醋等多種稱謂。

## 原料
黑醋的做法多種多樣。在中國，最簡單的製作方式是利用鹹味低的醬油二次發酵，另外還可以使用高粱、糯米、玉米、大米、大麥或者馬鈴薯發酵，但基本上只會選用一種植物來當做原料而不會混合製成。

## 種類
- 山西老陳醋
- 鎮江香醋
- 四川保寧醋
- 永春老醋
- 陝西烏醋
- 日本黑醋：寫成(くろず),讀作“ kurozu”，是纯粹用糯米制成的，和中国黑醋相比酸度弱化了許多。
- 台灣黑醋：有些和中國大陸黑醋一樣，直接谷物酿造，味道也只有酸味；而有些黑醋其實是日本人改造後的伍斯特醬（即豬排醬），但在台灣卻被誤認為是中國大陸黑醋，這種以伍斯特醬的製法釀造黑醋會以糯米為基底，在發酵過程中加上新鮮蔬菜水果例如紅蘿蔔、薑、洋蔥，發酵完成後再加上各種香辛料，層次感比一般的中國黑醋要豐富。